# Człowiek-rekin
Człowiek-rekin (ang. Hammerhead: Shark Frenzy albo Sharkman) – amerykański telewizyjny horror science fiction z 2005 roku.

## Opis fabuły[1]
Szalony naukowiec, doktor Preston King (Jeffrey Combs) zaprasza na wyspę, gdzie prowadzi eksperymenty, Amelię (Hunter Tylo), dawną miłość swojego syna wraz z kilkoma towarzyszącymi jej osobami. Okazuje się, że doktor przekształcił swojego chorego na raka syna w przerażające monstrum - hybrydę rekina młota i człowieka. Naukowiec marzy o tym by stworzyć nową rasę hybryd, którą uważa za bardziej wartościową od ludzi z uwagi na odporność na wszelkie choroby.

## Obsada
- Hunter Tylo – Amelia Lockhart
- William Forsythe – Tom Reed
- Jeffrey Combs – doktor Preston King
- Antoni Argirov – Paul King/człowiek-rekin
- Elise Muller – Jane Harper
- Arthur Roberts – Whitney Feder
- G.R. Johnson – Bernie Amos
- Velizar Binev – doktor Krause
- Raicho Vasilev – strażnik